# Philipp Konrad Marheineke
Philipp Konrad Marheineke (Hildesheim, 1º maggio 1780 – Berlino, 31 maggio 1846) è stato un teologo e pastore protestante tedesco.

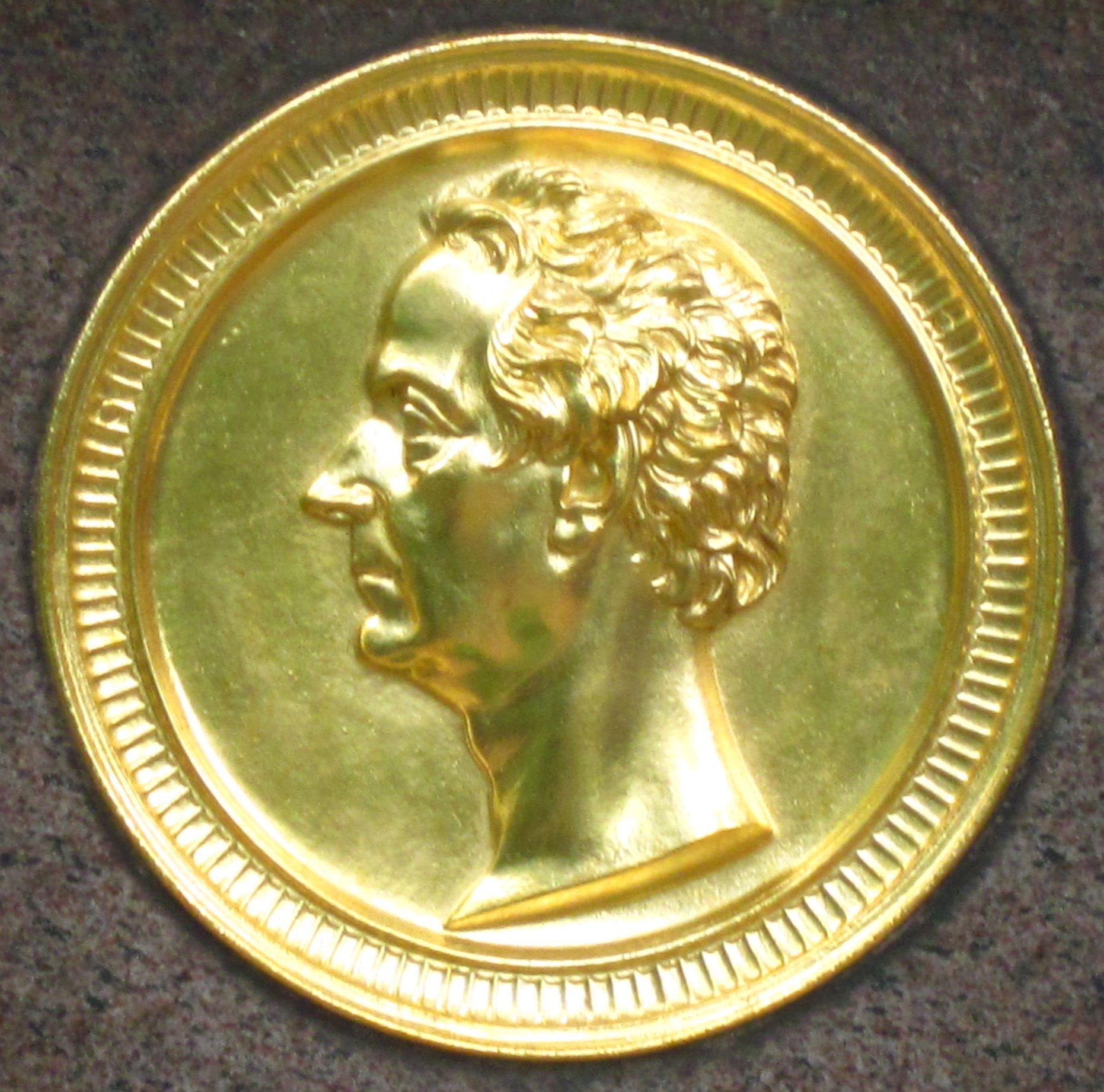
Effigie del teologo P.K. Marheineke sulla sua lapide a Berlino-Kreuzberg

Studiò nell'Università di Gottinga e nel 1805 fu nominato professore straordinario di filosofia nell'Università di Erlangen; nel 1807 andò a Heidelberg. Nel 1811 insegnò nell'Università Humboldt di Berlino, città nella quale fu pastore dal 1820 della chiesa della Trinità, operando con il teologo e filosofo Schleiermacher. 
Già influenzato da Schelling, Marheineke ebbe poi in Hegel il suo maestro e difese la dottrina protestante secondo principi hegeliani. Infatti la sua opera Die Grundlehren der christlichen Dogmatik als Wissenschaft, nella prima edizione del 1819 mostra elementi schellinghiani, mutati nella seconda edizione del 1827. 
Pubblicò ancora la Christliche Symbolik (1810-1814), le Institutiones symbolicae (1812), la Geschichte der deutschen Reformation (1816) e la Die Reformation, ihre Entstehung und Verbreitung in Deutschland (1846), mentre postume uscirono le Theologische Vorlesungen (1849).